# Rhipsalis cereuscula
Rhipsalis cereuscula là một loài thực vật có hoa trong họ Cactaceae. Loài này được Haw. miêu tả khoa học đầu tiên năm 1830.

## Hình ảnh

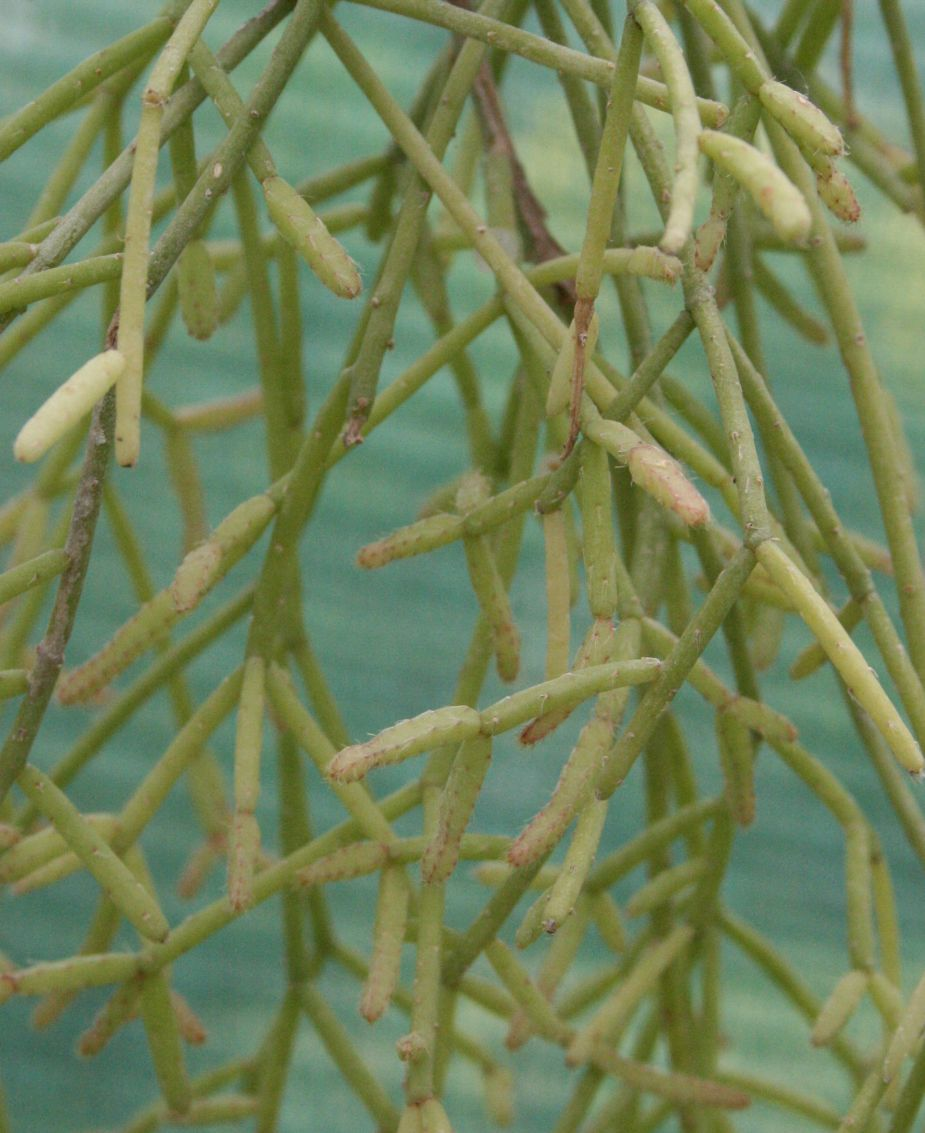